# Статира
Статира (на латински: Stateira, Statira, др. име Барсина; ок. 346 –323 пр.н.е.) е най-възрастната дъщеря на персийския цар Дарий III. Съпруга на Александър Македонски.
Ариан нарича дъщерята на Дарий Барсина, но всички останали антични автори я наричат Статира. Счита се, че Барсина е нейно девическо име, а след сватбата, е преименувана в Статира в чест на починалата ѝ майка, любимата жена на Дарий. Името Статира видимо има индоевропейски корени и означава „звезда“ (английски: star, гръцки: astéri, съвременен персийски: setareh).

По думите на Плутарх Роксана, първата жена на Александър: 
„до крайност ревнива и страстно ненавиждаща Статира, с помощта на подправени писма ги измамила, убила, хвърлила в кладенец и засипала с пръст.“